# San Nicolás del Puerto
San Nicolás del Puerto er en by og kommune i det sydlige Spanien i provinsen Sevilla. Den har et indbyggertal på 600 (2024) indbyggere.